# Anna Bertran
Anna Bertran (Vilamaniscle, 1982) és una actriu catalana. Va participar en l'espectacle La Família Irreal i va col·laborar al Polònia de Televisió de Catalunya, ambdues produccions de Minoria Absoluta. Va fer el paper protagonista de Laia a la sèrie de ficció Pop Ràpid.
Va començar classes de teatre als 6 anys, al Casino Menestral de la seva localitat. Va estudiar a La Salle de Figueres i batxillerat Artístic a l'Institut Alexandre Deulofeu de la mateixa vila. Amb 19 anys va marxar a viure a Barcelona, on va treballar a diverses feines mentre es formava a l'escola Nancy Tuñón i a l'Estudi de Txiqui Berraondo i Manuel Lillo. Tembé va estudiar coaching actoral al Col·legi del Teatre de Barcelona i va aprendre el món dels clowns amb Jango Edwards, Merche Ochoa i Sergi Estebanell. Es va donar a conèixer amb l'obra Entre pocs i massa, una producció de Imput produccions que va durar un any en cartell al Club Capitol de Barcelona. Més endavant, va treballar a l'obra Connexions (La Roda Produccions), feta durant una temporada al SAT i posteriorment va girar per Catalunya, i a la pel·lícula Terrados. Posteriorment, començà a treballar en diverses realitzacions televisives per a les productores d'El Terrat i Minoria Absoluta.
A partir del 12 de setembre de 2024 comença a copresentar el nou magazín de tardes de TV3 i 3Cat anomenat La selva, capitanejat per Xavier Grasset on interpreta una cambrera molt engrescada anomenada Mercè Fonoll. El programa el produeïx Atòmic Beat Mèdia i segueix en antena de dilluns a divendres de 17.30 a 19.15 hores al canal principal de 3Cat, TV3